# Fontralha
Fontralha (en francès Fontrailles) és un municipi francès situat al departament dels Alts Pirineus i a la regió d'Occitània.

## Demografia
| 1962                                       | 1968 | 1975 | 1982 | 1990 | 1999 | 2007 |
| ------------------------------------------ | ---- | ---- | ---- | ---- | ---- | ---- |
| 207                                        | 211  | 172  | 153  | 146  | 147  | 162  |
| Des de 1962: població sense dobles comptes |      |      |      |      |      |      |

## Administració
| Període | Identitat       | Partit |
| ------- | --------------- | ------ |
| 2008-   | Christian Jolly |        |